# 下北沢ダム
下北沢ダム（しもきたざわダム）は、福島県郡山市逢瀬町多田野にある阿武隈川水系支流に建設された灌漑用ダムである。

## 概要
郡山市街地西端の丘陵地に位置し、ダム池は養鯉場として利用されている。またダム堤直下には養鯉施設の建物がある。本ダムの近くには新安積疏水・深田調整池がある。

## ギャラリー

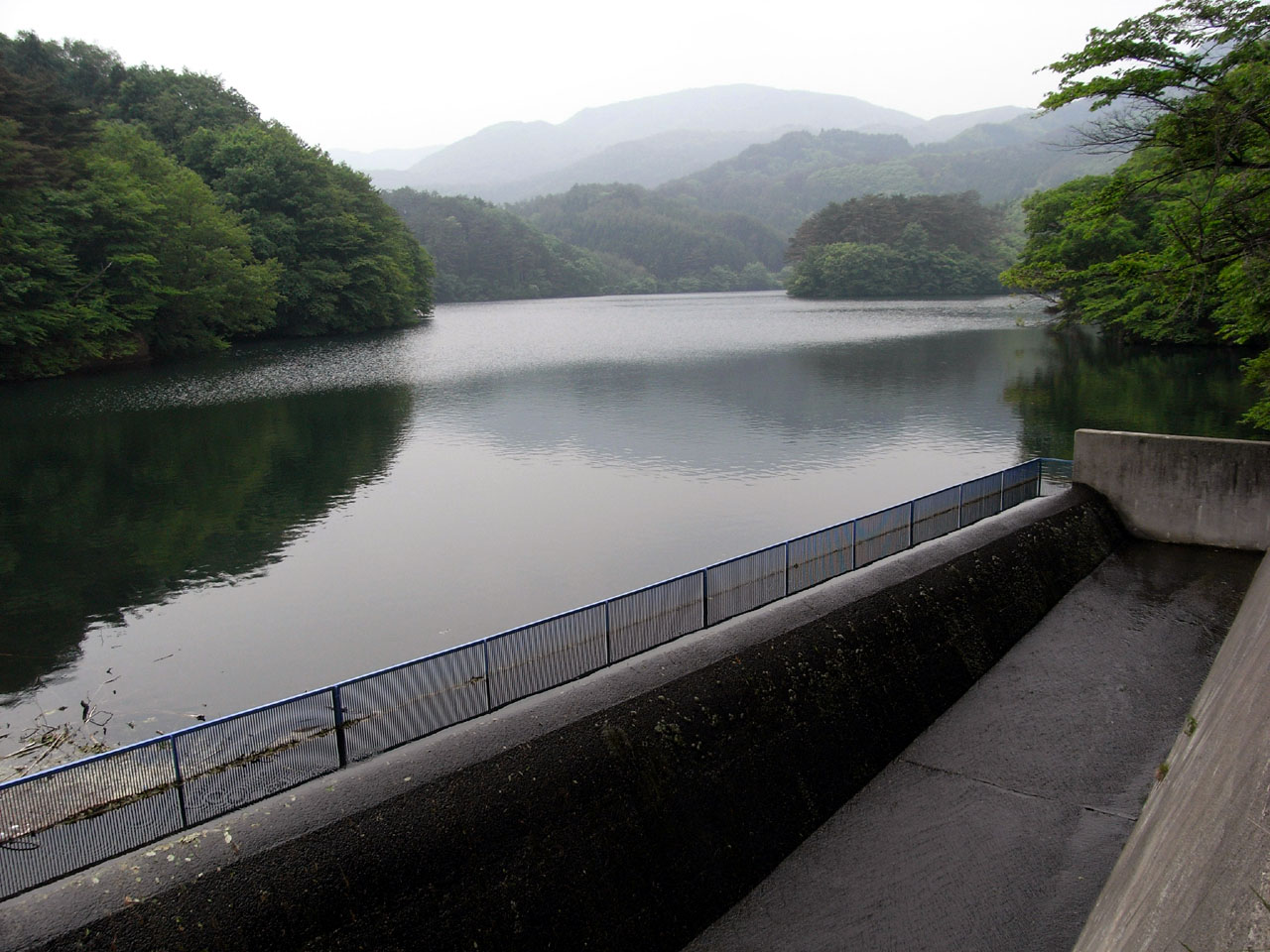
北沢池
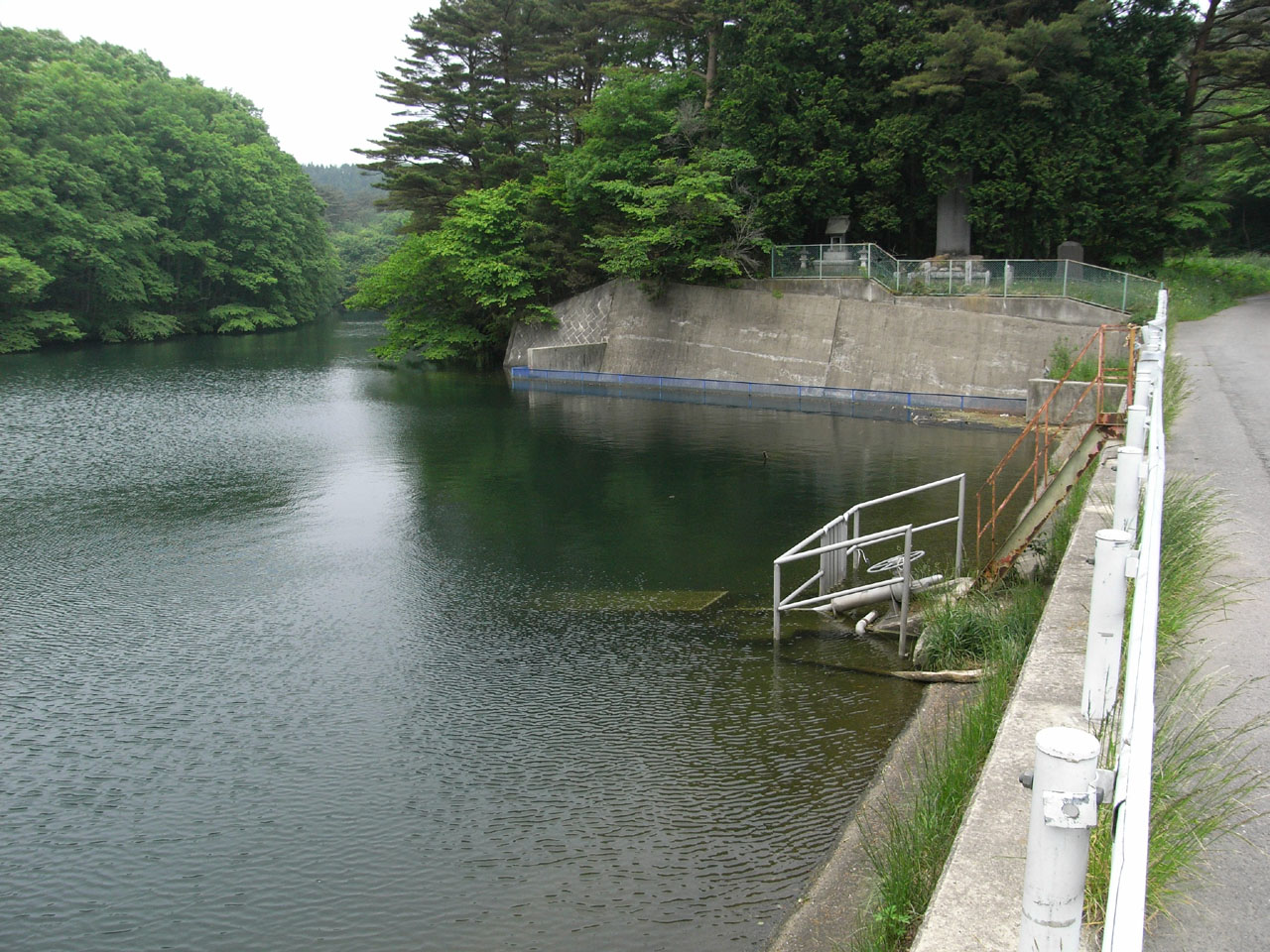
北沢池
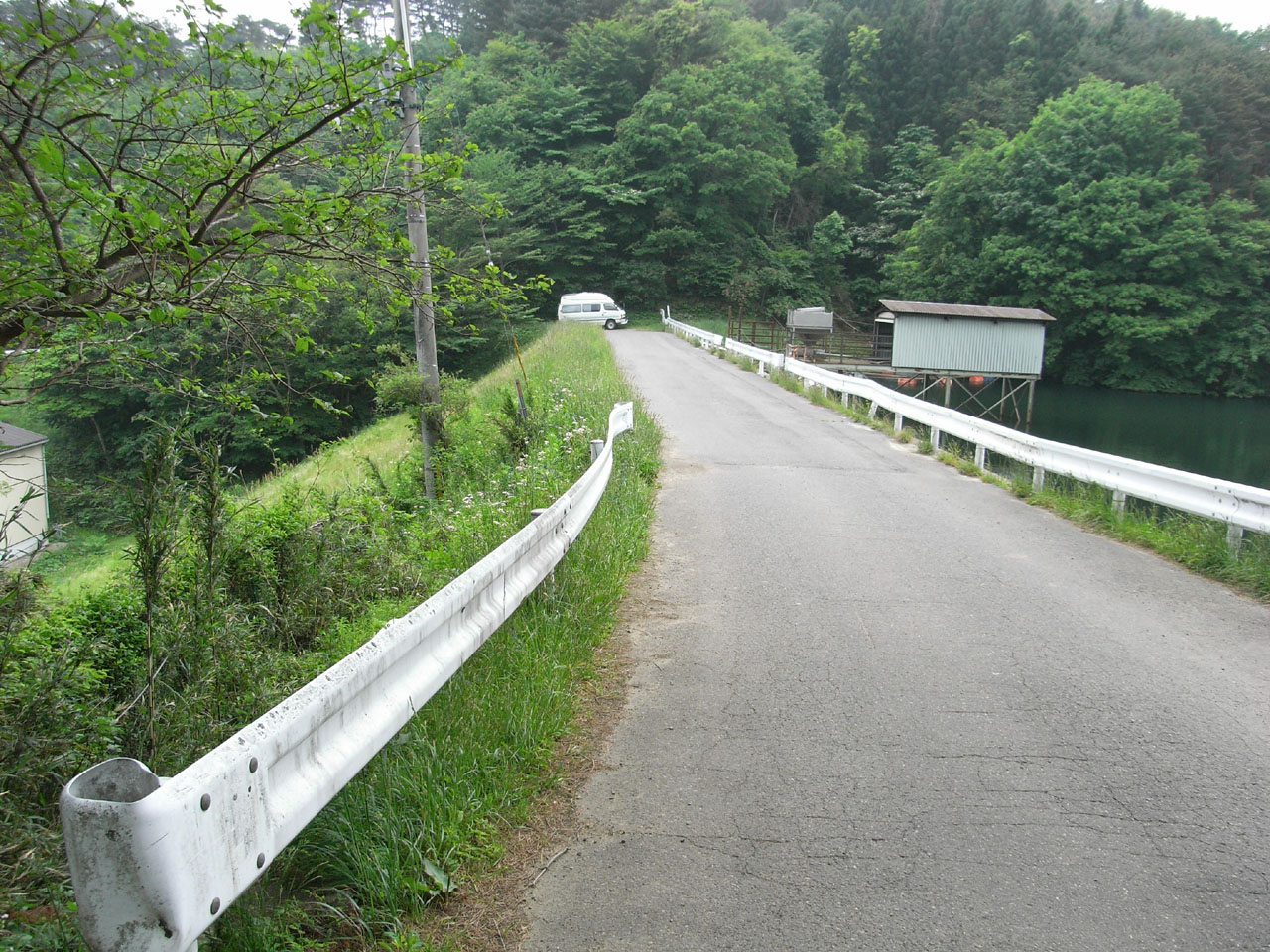
下北沢ダム堤体、右手は養鯉施設

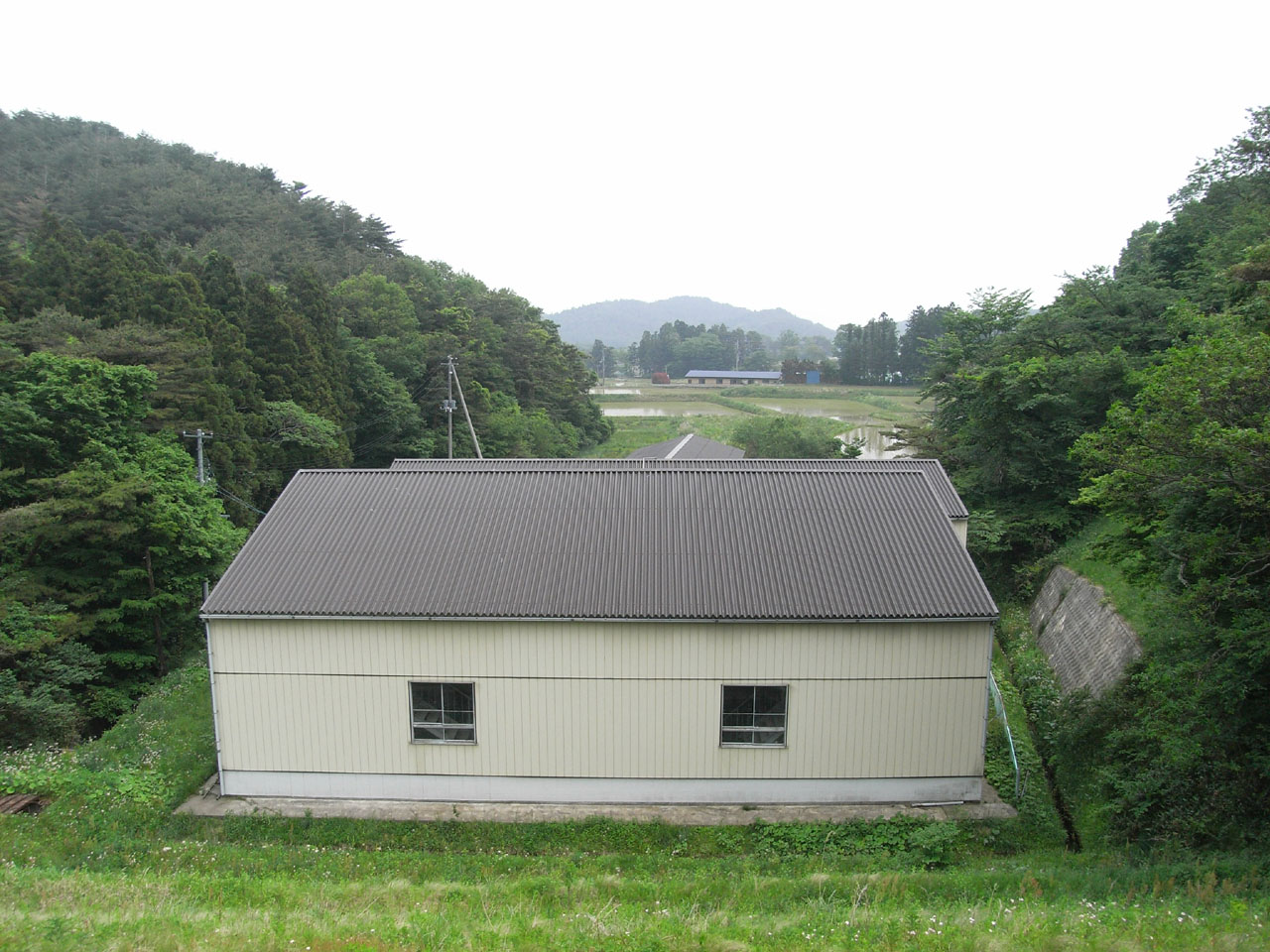
ダム直下の養鯉場処理施設と見られる建物
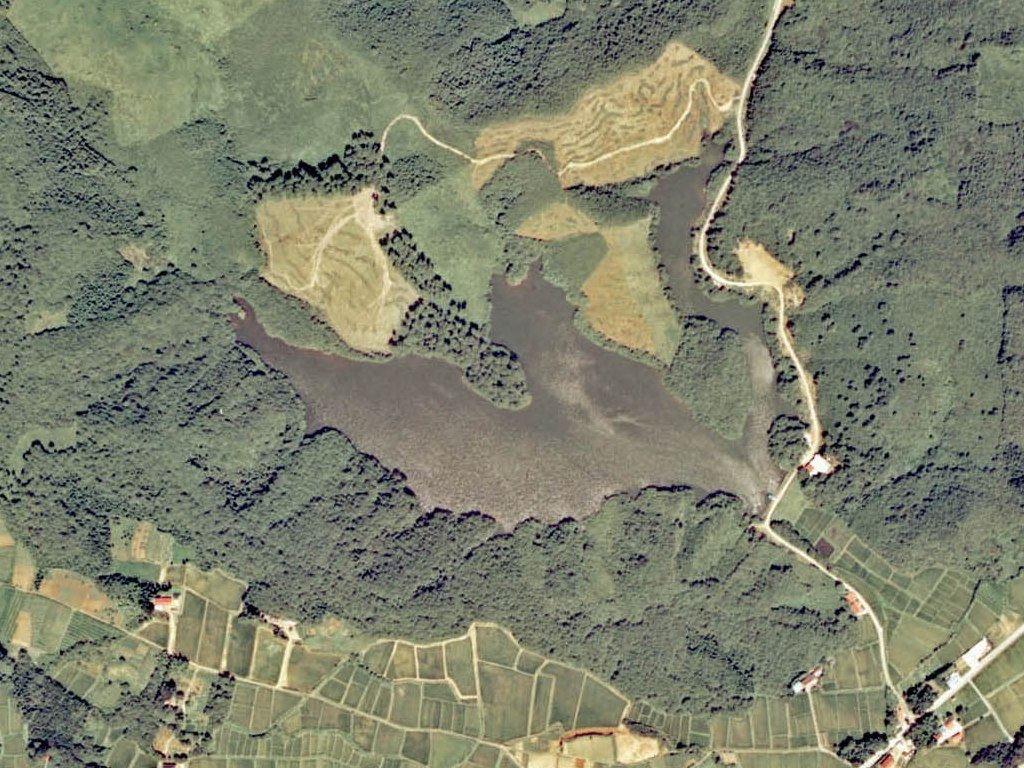
ダム湖全景（1976年） 国土画像情報（カラー空中写真） 国土交通省